# Гарибджанян, Геворг Багратович
Гево́рг Багра́тович Гарибджаня́н (арм. Գևորգ Բագրատի Ղարիբջանյան; 5 мая 1920, Александраполь — 28 декабря 1999, Ереван) — армянский советский историк и государственный деятель.
Академик АН Армянской ССР (1971, член-корреспондент с 1965). Заслуженный деятель науки Армянской ССР (1968). Депутат Верховного Совета СССР VI—VII созывов, депутат Верховного Совета Армянской ССР VIII—IX созывов.
Исследования Геворга Багратовича Гарибджаняна посвящены истории Армении нового и новейшего периодов: он исследовал национально-освободительную борьбу армянского народа, историю революционных движений Закавказья, историю армяно-русских отношений, армянский вопрос и геноцид армян.

## Биография
Геворг Багратович Гарибджанян родился 5 мая 1920 года в Александрополе (ныне Гюмри), в семье известного революционного деятеля, педагога, публициста, одного из руководителей Майского восстания Баграта Бегларовича Гарибджаняна (1890—1920).
В 1927—1935 годах учился в Александраполе, а в 1935 году переехал в Ереван. В 1937 году закончил Ереванскую среднюю школу № 19 имени Н. К. Крупской(ныне имени Н. Агбаляна), В том же году поступил на исторический факультет Ереванского государственного университета. В период учёбы на историческом факультете Геворг Гарибджанян был государственным (сталинским) стипендиатом. Он учился на последнем курсе, когда началась Великая Отечественная война. С 1941 года Гарибджанян учился в Телавском военно-пехотном училище, получил звание лейтенанта, после чего служил в советской армии, участвовал в Великой Отечественной войне в составе 89-й стрелковой Таманской Краснознамённой ордена Красной Звезды дивизии: сначала командиром пулемётного взвода, а потом — пулемётной роты. Он участвовал в боях против немецких захватчиков в районе Туапсе, в освобождении Духовщины и Смоленска. Гарибджанян был ранен два раза, один раз получил контузию. После 1943 года, когда он получил ранение на Западном фронте, служил военным корреспондентом, корректором газеты «Боец РККА» на армянском языке до 1948 года. Член КПСС с 1942 года. В декабре 1945 года, после окончания Великой Отечественной войны, сдав государственные экзамены Геворг Гарибджанян окончил исторический факультет Ереванского государственного университета с отличием, и продолжил учёбу в аспирантуре Ереванского университета. В 1947—1999 годах преподавал в Ереванском государственном университете, Ереванском политехническом институте и Ереванском медицинском институте.
В 1948 году окончил аспирантуру Ереванского государственного университета и защитил диссертацию на соискание учёной степени кандидата исторических наук на тему «Большевистская организация Александрополя в 1917—1920 годах». В 1948—1950 годах Гарибджанян был секретарём Центрального Комитета ЛКСМ Армении. В 1951—1954 годах занимал должность заведующего сектором истории КПСС Армянского филиала Института марксизма-ленинизма при ЦК КПСС, а в 1968—1977 годах директора этого института. В 1955 году защитил диссертацию на соискание учёной степени доктора исторических наук на тему «Коммунистические организации Армении в борьбе за победу Советской власти». С 1957 года — профессор. Член Союза журналистов СССР с 1960 года. В 1961—1968 годах Гарибджанян занимал должность первого секретаря Ленинаканского городского комитета Коммунистической партии Армении. В 1961—1981 годах был членом Центрального комитета КП Армении, в 1966—1969 годах кандидатом в члены Политбюро ЦК КП Армении.
В 1965 году Гарибджанян был избран членом-корреспондентом Академии наук Армянской ССР. В 1965—1976 годах был членом Высшей аттестационной комиссии при Министерстве высшего, среднего и специального образования СССР. В 1968—1982 годах был председателем армянского отделения Общества советско-венгерской дружбы.
В 1971 году Гарибджанян был избран действительным членом Академии наук Армянской ССР. Член Союза писателей СССР с 1974 года. Член Философского общества СССР с 1975 года. В 1976—1982 годах Гарибджанян был членом комитета по присуждению Государственных премий Армянской ССР в области науки и техники при Совете Министров Армянской ССР. В 1977—1982 годах был академиком-секретарём Отделения истории и экономики АН Армянской ССР, членом президиума АН Армянской ССР. В 1982—1985 годах он был заведующим отделом Института истории АН Армянской ССР. В 1985—1999 годах Гарибджанян был директором Научно-информационного центра АН Армянской ССР (далее НАН РА).
Геворг Багратович Гарибджанян — участник Восьмого международного конгресса историков (1975, Москва), управляющий пятью советскими делегациями в Советско-польском симпозиуме историков (1976, Варшава), участник Девятого конгресса Международного союза политических наук (1979, Москва), участник Пятнадцатого международного конгресса исторических наук (1980, Бухарест), участник Всесоюзного симпозиума по теме «Решение национального вопроса в СССР и его значимость для развивающихся стран Африки и Азии» (1980, Ереван), участник Научной конференции Комиссии советских и румынских историков (1981, Ереван), делегат Третьего съезда Философского общества СССР (1982, Москва).
Геворг Багратович Гарибджанян — автор около 400 научных и публицистических работ, в том числе 75 книг по истории Армении нового и новейшего периодов. Он исследовал национально-освободительную борьбу армянского народа, историю революционных движений Закавказья, историю армяно-русских отношений, армянский вопрос и геноцид армян, жизни и деятельности выдающихся армянских деятелей.
Геворг Багратович Гарибджанян избирался депутатом Совета Национальностей Верховного Совета СССР 6, 7 созывов от Армянской ССР (1962—1970), депутатом Верховного Совета Армянской ССР VIII—IX созывов, делегатом XXII—XXIII съездов КПСС.
Геворг Багратович Гарибджанян скончался 28 декабря 1999 года в Ереване. Похоронен в Ереванском городском пантеоне.
- Гарибджанян Г. Б. Национальный герой Андраник = Ժողովրդական հերոս Անդրանիկ. — Ереван: «Айастан», 1990. — 248 с.
- Гарибджанян Г. Б. Очерки об истории армяно-венгерской дружбы = Ակնարկներ հայ-բուլղարական բարեկամության պատմության. — Ереван: изд-во АН Армянской ССР, 1989. — 251 с.
- Гарибджанян Г. Б. Геноцид армян и мировая общественность. — Ереван, 1989. — 76 с.
- Гарибджанян Г. Б. От Аварайра до Сардарапата. Путь освободительной борьбы армянского народа = Ավարայրից մինչև Սարդարապատ: Հայ ժողովրդի ազատագրական պայքարի մայրուղին. — Ереван, 1988. — 46 с.
- Гарибджанян Г. Б. В. И. Ленин об Армении и армянском народе = Վ. Ի. Լենինը Հայաստանի և հայ ժողովրդի մասին. — Ереван: «Айастан», 1987.
- Гарибджанян Г. Б. Степан Алавердян. Жизнь и деятельность = Ստեփան Ալավերդյան: Կյանքը և գործունեությունը. — Ереван: «Айастан», 1986. — 105 с.
- Гарибджанян Г. Б. Освободительная борьба армянского народа конца XIX и начала XX веков = Հայ ժողովրդի ազատագրական պայքարը XIX դարի վերջինև XX դարի սկզբին. — Ереван, 1981. — 161 с.
- Гарибджанян Г. Б. Аветик Исаакян. Литературные очерки = Ավետիք Իսահակյան։ Գրական ակնարկներ. — Ереван: «Советский писатель», 1985. — 75 с.
- Гарибджанян Г. Б. Камо за рубежом. — Ереван: «Айастан», 1982. — 152 с.
- Гарибджанян Г. Б. Георгий Димитров и армянский народ. — Ереван: изд-во АН Армянской ССР, 1982. — 182 с.
- Гарибджанян Г. Б. Алеша Джапаридзе = Ալյոշա Ջափարիձե. — Ереван: «Айастан», 1979. — 253 с.
- Гарибджанян Г. Б. Богдан Кнунянц — рыцарь революции. — Ереван: «Айастан», 1978. — 114 с.
- Гарибджанян Г. Б. В братской семье советских народов. — М.: Изд-во «Знание», 1978. — 64 с.
- Гарибджанян Г. Б. Великий октябрь и пролетарский интернационализм = Մեծ հոկտեմբերը և պրոլետարական ինտերնացիոնալիզմը. — Ереван: «Айастан», 1977. — 202 с.
- Гарибджанян Г. Б. Майское восстание 1920 года в Армении = Մայիսյան ապստամբությունը Հայաստանում 1920 թվականին. — Ереван: 1955. — 117 с.

## Награды
- Орден Отечественной войны 2 степени (6.11.1985)[18].
- Два ордена Трудового Красного Знамени (26.09.1960, 1966)[11].
- Орден Дружбы Народов (30.04.1980) — за заслуги в области исторической науки и в связи с шестидесятилетием со дня рождения[19].
- Орден «Знак Почёта» (1971)[11].
- Орден «Георгий Димитров» (БНР).
- Медаль «За отвагу» (6.08.1946)[11][20].
- Медаль имени С. И. Вавилова Всесоюзного общества «Знание» — за заслуги в пропаганде политических и научных знаний в коммунистическом воспитании трудящихся[11].
- Медаль имени Хачатура Абовяна (1980)[11].
- Премия имени Степана Шаумяна Академии наук Армянской ССР (1979) — за крупный вклад в дело создания армянской Ленинианы и научное освещение жизни и революционной деятельности С. Г. Шаумяна[11].
- Заслуженный деятель науки Армянской ССР (1968)[11].
- Почётный знак ССОД «За вклад в дело дружбы»[21].
- Почётный гражданин Кутаиси (1964)[11].
- Почётный гражданин Ленинакана (1968)[11].